# ソニック ジェムズ コレクション
『ソニック ジェムズ コレクション』（Sonic Gems Collection）は、2005年8月11日にセガから発売されたPlayStation 2およびゲームキューブ用オムニバスゲームソフト。
本作は『ソニックジャム』〜『ソニック メガコレクション プラス』に収録していない過去に発売されたメガドライブ・ゲームギア・セガサターン時代のソニックシリーズ関連作品を中心に収録しており、アーケード『ソニック・ザ・ファイターズ』と、メガCD用ソフト『ソニック・ザ・ヘッジホッグCD』が家庭用ゲーム機では初の移植となった。
また、アーケード専用ゲームも収録されている他、ゲームの本編に加え、ゲームの資料集などの「マニュアル」や、ゲームのヒントやスタッフロールといった「エクストラ」なども収録されている。
セガの細山田水紀によると、セガ側が保管していた欧米版のパッケージや取扱説明書が資料として使えないほど損傷が激しかったため、「エクストラ」収録分の一部はeBayを通じて購入したものであるとされている。また、『ソニック・ザ・ファイターズ』の収録に当たっては、全国各所から基板と筐体を集め、移植と実機の相互チェックといった作業が行われた。さらに、メガドライブ用ソフト『ベクターマン』はキャンペーン用のROMでないことを確認してから、隠しタイトルとして収録された。

## ゲーム
収録されているゲームは以下の通り。
ゲームギアのタイトルと、隠しタイトルは「メガコレクション プラス」と同様、中断セーブ機能が搭載されており、セーブした場所から続きをプレイすることが可能。中断セーブ機能がないタイトルは、ゲーム選択に戻るためには各タイトルのゲーム内にある項目の「ゲーム終了」を選ばないといけない（ポーズメニューを呼び出せないため）。

### 収録タイトル
- ソニック・ザ・ファイターズ（アーケード）
- ソニック・ザ・ヘッジホッグCD（メガCD、Windows）
- ソニックR（セガサターン、Windows。本作は追加要素とグラフィックが強化されたWindows版がベースとなっている）
- ソニック・ザ・ヘッジホッグ2（ゲームギア）
- ソニック・スピンボール（ゲームギア、日本未発売）
- ソニック&テイルス2（ゲームギア）
- ソニック ドリフト2（ゲームギア。「メガコレクション プラス」と同様、画面を2つ同時表示し、2人対戦に対応している）
- テイルスのスカイパトロール（ゲームギア）
- テイルスアドベンチャー（ゲームギア）

ゲームギアのタイトルはGC版のソニックアドベンチャーDXでも収録されている。

### 隠しタイトル
以下のタイトルは、特定の条件を満たさないとプレイできない。欧米版ではベクターマン1&2以外は未収録。
- ベクターマン（GENESIS、日本未発売）
- ベクターマン2（GENESIS、日本未発売）
- ボナンザブラザーズ（メガドライブ）
- ベア・ナックル 怒りの鉄拳（メガドライブ）
- ベア・ナックルII 死闘への鎮魂歌（メガドライブ）
- ベア・ナックルIII（メガドライブ）

## ミュージアム
条件を満たしたり、ゲームをプレイし続けることでソニックシリーズの貴重なイラストなどを見られる。全部で320種類ある。

### サウンドプレイヤー
このゲームのみで聴けるリミックスサウンドなどが収録されている。全12曲。
- Gems Museum (Theme)
- Are You Brave?
- Fairy of A.I.F
- Sonic 6290 Mix
- Sonic After 6290 Mix
- Sonic Boom D'nB Mix
- Can You Feel The Sunshine ACID Mix
- Living In The City LTN Mix
- Sonic Goes UG Mix
- Sonic3 MegaD Mix
- Open Your Heart MJZ Mix
- Sonic Heroes No GTR Mix

### ゲームデータプレイ
前作『ソニック メガコレクション』収録ソフトの最終面のみを時間制限付きでプレイでき、時間内にクリアすればエンディングを見られる。特記事項の無い限り、カオスエメラルドが登場するソフトは全て揃った状態で開始する。
- ソニック・ザ・ヘッジホッグ（メガドライブ） - 5分制限。カオスエメラルドなし・ありの2バージョン。
- ソニック・ザ・ヘッジホッグ2（メガドライブ） - 10分制限。カオスエメラルドなし・ありの2バージョン。プレイヤーはソニック。
- ソニック・ザ・ヘッジホッグ3（メガドライブ） - 15分制限。カオスエメラルドなし・ありの2バージョン。プレイヤーはソニック。
- ソニック&ナックルズ（メガドライブ） - 10分制限。プレイヤーはソニック。
- ソニック3Dブラスト（メガドライブ） - 10分制限。
- ソニック・スピンボール（メガドライブ） - 20分制限。
- ドクターエッグマンのミーンビーンマシーン（メガドライブ） - 5分制限。
- ソニック・ザ・ヘッジホッグ（ゲームギア） - 5分制限。
- ソニックラビリンス（ゲームギア） - 5分制限。
- ソニック ドリフト（ゲームギア） - 3分制限。
- ソニック&テイルス（ゲームギア） - 5分制限。プレイヤーはソニック。
- Gソニック（ゲームギア） - 5分制限。プレイヤーはソニック。
- ドクターエッグマンのミーンビーンマシーン（ゲームギア） - 5分制限。